# ادبیات فارسی میانه
ادبیات پهلوی،ادبیات پارسیگ یا ادبیات فارسی میانه به مجموعه‌ای از نوشته‌ها به زبان پارسیگ گفته می‌شود.

## تاریخچه ادبیات پهلوی
کهن‌ترین اثر بازمانده از فارسی میانه سکه‌های معروف به سکه‌های پارسی هستند که در واقع سکه‌های فرمان‌روایان ایالت پارس در سدهٔ نخست میلادی بوده‌اند. از زمانی که انتظار داریم به زبان فارسی میانه گفتگو می‌شده باشد، یعنی از سدهٔ سوم پیش از میلاد تا سدهٔ سوم میلادی این سکه‌های پارسی تنها اثرهایی هستند که به دست آمده‌اند. پس از این دورهٔ ششصدسالهٔ خاموشی، کهن‌ترین سندهای فارسی میانه کتیبه‌های شاهان نخست ساسانی و نوشته‌های مانویان در سدهٔ سوم میلادی هستند. از این تاریخ به بعد تا سدهٔ نهم میلادی (یعنی تا سدهٔ سوم هجری) از سنت نگارش فارسی میانه سندهای بسیاری در دست داریم. ماریان موله معتقد است که همهٔ نوشته‌های فارسی میانهٔ زردشتی به دوران عباسی و قرن ۹ و ۱۰ پس از میلاد تعلق دارند. به این ترتیب که در آن دوران در منطقهٔ فارس و در میان اعضای خاندانی از موبدان جنوب ایران یک باززایی مَزدیَسنایی رخ داده و به موجب آن، بسیاری از آثار دینی زردشتی با هدف محافظت از میراث کهن و یادآوری سنت باستان از نو نگارش شده‌اند. به سخن دیگر، کتاب‌ها و رساله‌های فارسی میانهٔگ زردشتی که اکنون در دست است نه صورت اصلی و نخستین آنها، بلکه تألیفاتی دست‌دوم یا دست‌سوم است. محمد‌پورعبدالهنیز دیدگاه مشابهی دارد و می‌گوید غالب کتاب‌های پهلوی در حدود قرن ۳ هجری (قرن ۹ میلادی) تدوین شده، هرچند اصل برخی از آن‌ها به دورۀ ساسانی می‌رسد.
رابرت چارلز زنر نیز معتقداستگکه کتاب های پهلوی اگرچه عمدتاً نظرات و آرای کلامی مربوط به آخرین قرن از حکومت ساسانیان را منعکس کرده‌اند،‌ اما خود در قرن ۹ میلادی نوشته شده‌اند. بنر معتقد است که برخی از کتاب‌های پهلوی قطعاتی ترجمه‌شده از متون اوستایی مفقود شده هستند. به باور زنر زبان اوستا در دوران ساسانیان و پس از آن غیرقابل فهم بوده، ‌و به همین دلیل مفسران اوستا درک درستی از محتوای آن نداشته و مشخص است که حتی در دوران ساسانی نیز موبدان زبان دعاهایی را می‌خوانده‌اند درک نمی‌کرده‌اند و از اولادی که می‌خوانده‌اند سر در نمی آورده‌اند.

## دسته‌بندی اثرهای بازمانده از فارسی میانه
اثرهای برجای‌مانده از فارسی میانه را می‌توان در سه گروه جای داد:
1. سنگ‌نوشته‌ها: سنگ‌نوشته‌های شاهان ساسانی، سنگ‌نوشته‌های بزرگان دربار ساسانی، کتیبه‌های مزارها، کتیبه‌های وقف، کتیبه‌های یادگاری، دیوارنوشته‌ها، سفال‌نوشته‌ها، پوست‌نوشته‌ها، پاپیروس‌نوشته‌ها، ظرف‌نوشته‌ها، سکّه‌ها (سکّه‌های پارسی، ساسانی، کوشانی-ساسانی، عرب-ساسانی، عرب-طبرستانی و بیزانسی-ساسانی)، مُهرها و مُهرواره‌های ساسانی، نشان‌ها و افسون‌ها، وزنه؛
2. کتاب‌ها: زَند، پازند، کتاب‌های نوشته‌شده بر پایهٔ اوستا و زَند، کتاب‌های کلامی و فلسفی، پیش‌گویی و الهام، اندرزنامه‌ها، رسالهٔ یوشْتِ فْرَیان و اَخْتْ (Yōšt ī Frayān ud Axt)، درختِ آسوریک، کارنامهٔ اردشیر بابکان، شهرستان‌های ایران، یادگارِ زَریران، رساله‌های فقهی و حقوقی، رساله‌های کوچک آموزشی، فرهنگ‌ها، زَبورِ پَهْلَوی، اثرهای مانوی؛
3. جمله‌ها و واژه‌های پراکنده در کتاب‌های عربی و فارسی.

## فهرست تفصیلی اثرهای بازمانده از فارسی میانه[۶]

### یک. اثرهای کتیبه‌ای
- الف. کتیبه‌ها به خط فارسی میانه کتیبه‌ای
- ب. کتیبه‌ها به خط فارسی میانه کتابی
- پ. سفال‌نوشته‌ها
- ت. پوست‌نوشته‌ها و پاپیروس‌نوشته‌ها
- ث. فلزنوشته‌ها
- ج. مُهرهای ساسانی
- چ. سکه‌ها

1. سکه‌های پارسی
2. سکه‌های ساسانی
3. سکه‌های کوشانی-ساسانی
4. سکه‌های عرب-ساسانی
5. سکه‌های عرب-تبرستانی
6. سکه‌های بیزانسی-ساسانی

### دو. کتاب‌های فارسی میانهٔ زرتشتی
- الف. فرهنگ‌ها یا واژه‌نامه‌ها

1. فرهنگ اویم-ایوک یا اویم-ایوک (Ōīm-ē(wa)k)
2. فرهنگ پهلوی

- ب. ترجمه‌ها و تفسیرهای اوستا به فارسی میانه زردشتی یا همان زند
- پ. دانشنامه‌های زردشتی

1. دینکرد
2. بُندَهِشن
3. دادِستانِ دینی
4. نامه‌های منوچهر
5. گزیده‌های زادسپَرَم
6. روایت پهلوی

- ت. متن‌های فلسفی و کلامی

1. شکَندگُمانیگ وِزار
2. دینکرد سوم

- ث. الهام و پیشگویی

1. اَرداویرازنامه
2. زَندِ وُهومَن یشت
3. اَیادگارِ جاماسبیگ

- ج. اندرزنامه‌ها

1. دادِستانِ مینوی خرَد
2. دینکرد ششم

- چ. مناظره‌ها
- ح. متن‌های حماسی، تاریخ و جغرافیا
- خ. قانون‌های دینی و حقوقی

1. شایِست ناشایِست
2. روایتِ اُمیدِ اَشَوَهِشتان
3. مادَیانِ هزاردادِستان

- د. رساله‌های کوچک

1. دربارهٔ آیینِ نامه‌نویسی (abar ēwēnag [ī] nāmag-nibēsišnīh)

- ذ. شعر

### سه. ادبیات مانوی
- الف. کتاب‌های نوشته‌شده به دست خود مانی

1. انجیل زنده
2. گنجینه زندگان
3. فِرَقماطیا
4. رازها
5. غول‌ها
6. نامه‌ها
7. زبور
8. اَرژَنگ
9. شاپورگان
10. روایت‌هایی از مانی که شاگردانش گرد آورده بوده‌اند (معروف به کفالایا)

- ب. اثرهای نوشته‌شده به دست شاگردان مانی
- پ. شعرها